# ناحية شاديان
ناحية شاديان (بالفارسية: بخش شاديان) هي ناحية في مقاطعة تشارواماق، محافظة أذربيجان الشرقية، إيران. حسب إحصاء 2016، عدد سكان الناحية 11367 فردا في 3214 عائلة. ليس بالناحية مدن وبها منطقتان ريفيتان هما تشارواماق الشرقية الريفية، وتشارواماق الجنوبية الشرقية الريفية.